# Flexibilité du travail
La flexibilité du travail est l'un des moyens permettant à une entreprise de s'adapter aux évolutions de sa demande et de son environnement. Cette flexibilité est une des composantes de sa réactivité industrielle. Elle implique toutes les ressources de l'entreprise et en particulier son personnel, par ses modes de gestion des ressources humaines.
La flexibilité du travail implique donc la remise en cause de l'organisation du travail au sein de l'entreprise ou de la société, afin de s'adapter aux contraintes du marché.
La flexibilisation de l'outil de production est une tendance lourde de l'évolution industrielle. En effet, les acteurs économiques tendent à passer de la bureaucratie, mécaniste ou professionnelle (logique productiviste), voire de la technocratie (logique qualitative) à l'adhocratie (adaptation à la demande).
On dénote principalement trois formes de flexibilité.

## Flexibilité quantitative
- La flexibilité quantitative externe. L'entreprise fait varier le volume de sa main-d’œuvre en recourant au marché du travail. La flexibilité externe se fait par apport de tiers à l'entreprise. Ces tiers sécrètent la sur-activité instable. Les effectifs varient en fonction des besoins de l'entreprise : c'est le cas classique d'embauche de personnel sous contrat à durée déterminée ou de salariés intérimaires en cas de progression des ventes de l'entreprise, et de non prolongement de leurs contrats en cas de baisse de la demande.

- La flexibilité quantitative interne. Elle consiste en une variation du temps de travail annuel au sein de l'entreprise, c'est donc le module du nombre d'heures et non du nombre de salariés.

- L'externalisation. L'entreprise fait appel à d'autres entreprises pour y sous-traiter toute ou une partie de sa production.

- La flexibilité fonctionnelle, désigne l'aptitude des salariés à changer de poste de travail sans coûts supplémentaires (d'où polyvalence).

## Flexibilité salariale
C'est un salaire révisable sous conditions de performance.

La flexibilité des rémunérations permet de faire varier à travers la rémunération des salariés. Dans ce cas-là le salaire brut peut être peu important, mais celui-ci est majoré de manière importante sous forme de primes. Ainsi, lorsque l'entreprise va mal, elle peut supprimer les primes pour n'avoir qu'à payer des salaires faibles.

## Pourquoi une telle recherche de flexibilité?
La flexibilité possède des avantages supposés 
La flexibilité du travail et des rémunérations réagit contre la tendance à la transformation des coûts salariaux en coûts fixes indépendants du volume de la production et des résultats de l'entreprise.
Le modèle de gestion de la main d'œuvre qui s'était imposé lors des Trente Glorieuses était caractérisé par un niveau important de régulation, associé à des garanties sociales pour les travailleurs (mise en place du SMIG en 1950, poids des syndicats, législation du travail contraignante, temps de travail, congés). Le contrat à durée indéterminée (CDI) était la norme.
La croissance du chômage et le renouveau des idées libérales matérialisé par Ronald Reagan aux États-Unis entre 1980 et 1988 et Margaret Thatcher au Royaume-Uni entre 1979 et 1990 ont conduit à remettre en cause ce mode de gestion de la main d'œuvre : il s'agit de donner aux entreprises un meilleur équilibre offre-demande de travail et donc une baisse du chômage.
Au Royaume-Uni, le taux de chômage est généralement plus faible qu'en France (aux alentours de 5 % contre près de 9 % en données BIT depuis 2000). Au contraire, selon l'OCDE, il est plus facile de licencier un salarié en France qu'en Allemagne, en Belgique ou aux Pays-Bas.
Avec la flexibilité, l'entreprise a donc la possibilité de s'adapter à la conjoncture. L'emploi devient une variable d'ajustement avec cependant un risque accru : le développement de la précarité. Cependant, la flexibilité du marché du travail est «un des plus grands atouts de la place économique suisse et un fondement essentiel de notre prospérité» d'après Avenir Suisse.

## Effets

### Contrats à la pièce
La flexibilité peut amener les entreprises à embaucher ou à licencier (flexibilité quantitative externe). La flexibilité des effectifs peut aussi être obtenue en proposant des contrats de travail limités dans le temps ou facilement révocables.
La recherche de flexibilité quantitative interne peut parfois inciter les entreprises à proposer des contrats avec un faible revenu fixe, et une part variable importante (travail à la pièce). Toutefois, ce mode de rémunération tend à disparaître. Elle est aussi la raison du fort développement des sociétés de services, notamment dans le domaine des secteurs à haute valeur ajoutée comme le secteur informatique (SSII).

### Développement de l'intérim
Depuis les années 1980, la recherche de flexibilité quantitative externe a conduit au développement des agences d'intérim. Les intérimaires ont souvent des missions précaires, parfois d'une journée, ils ont remplacé les "journaliers" autrefois recrutés dans les bourses du travail. Ces personnes peuvent, dans certains pays, avoir des difficultés à trouver un logement ou à construire des projets à long terme, familiaux et autres (scolariser ses enfants, obtenir un prêt immobilier) ceux-ci nécessitant une certaine stabilité financière et géographique.

### Heures de travail irrégulières
La flexibilité du temps de travail (flexibilité quantitative interne) entraîne des périodes de travail irrégulières. Cela peut être le cas à la journée, comme les personnes employées aux caisses de la grande distribution, qui ont des horaires modulés selon la fréquentation du magasin, et des périodes de pause non rémunérées pendant les heures de basses fréquentations. C'est aussi le cas des chauffeurs routiers. Les horaires variables pouvant rendre l'occupation d'un autre emploi impossible, cela peut engendrer un travailleur pauvre.

### Diminution de la qualité et du bien-être au travail
Le changement de poste (flexibilité fonctionnelle) peut parfois être mal vécu et donner l'impression au salarié d'être une « personne à tout faire », dont l'activité varie au jour le jour. En outre, les garanties du travailleur en CDI ne s'appliquent pas toujours au travail précaire, ni aux heures supplémentaires (maladies, fériés, chômage technique… sont autant d'imprévus à assumer pour le travailleur).
La flexibilisation des horaires peut constituer une source de stress et de fatigue pour les salariés.

### Réduction de la demande et de la croissance
Une publication de Gauti Eggertsson et Paul Krugman de 2010 met en lumière le paradoxe de la flexibilité en temps de crise économique : la flexibilisation ayant conduit à une diminution du salaire et à une plus grande facilité de licenciement, elle accentue en temps de crise la chute de la consommation et donc la hausse du chômage et le risque de déflation.